# Museu da Técnica
O Museu da Técnica – em sueco:  Tekniska museet - é um museu de ciência e tecnologia da cidade sueca de Estocolmo.

O edifício foi desenhado pelo arquiteto Ragnar Hjorth, em estilo funcionalista, tendo a construção estado pronta em 1936.  

Recebeu em 2016 o Prémio Ecsite Mariano Gago.

## As coleções do museu
Possui uns 55 000 objetos, 200 000 desenhos e mais de 1 milhão de fotografias.

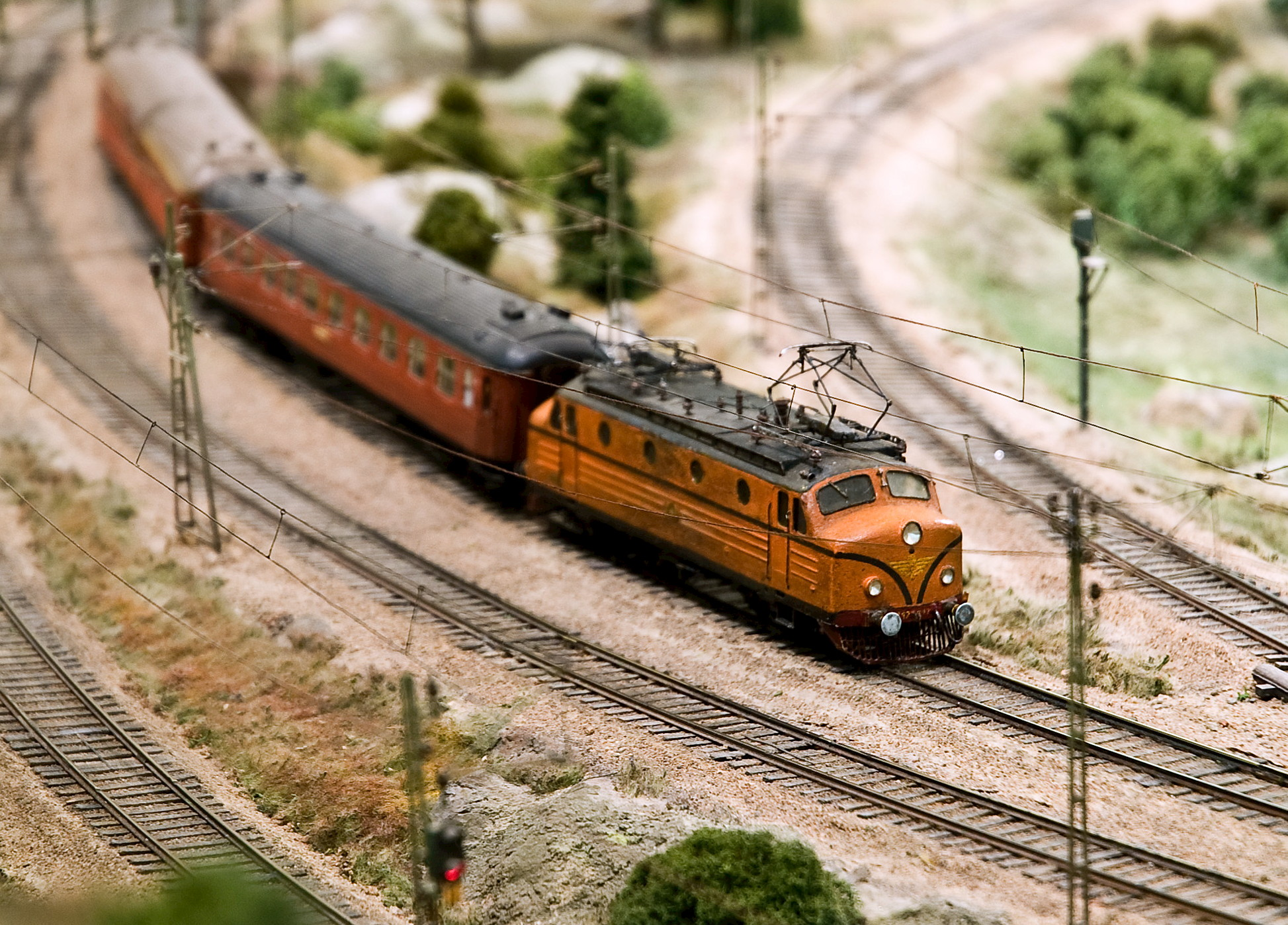
Modelo de ferrovia
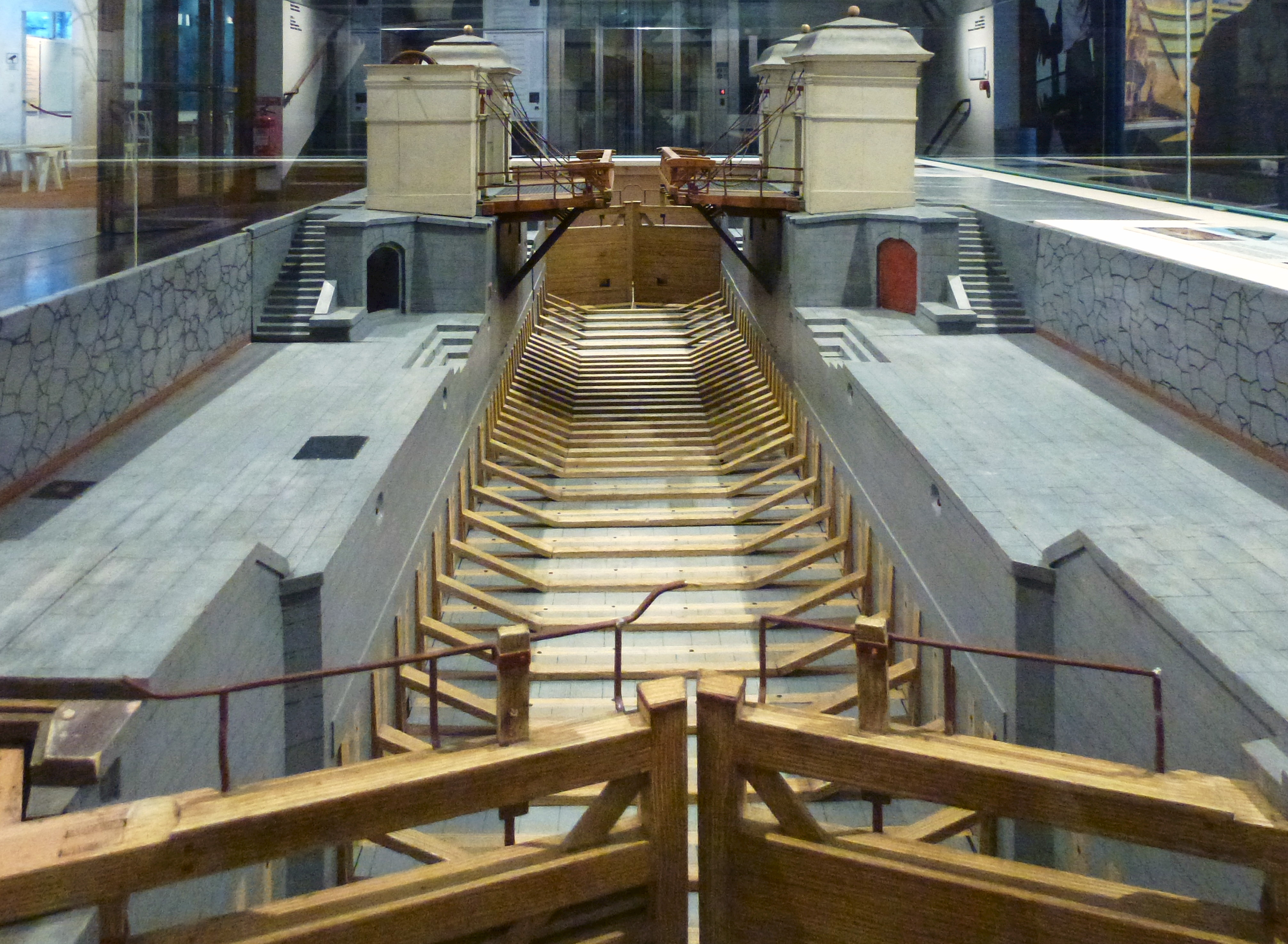
Modelo de comporta de Christopher Polhem
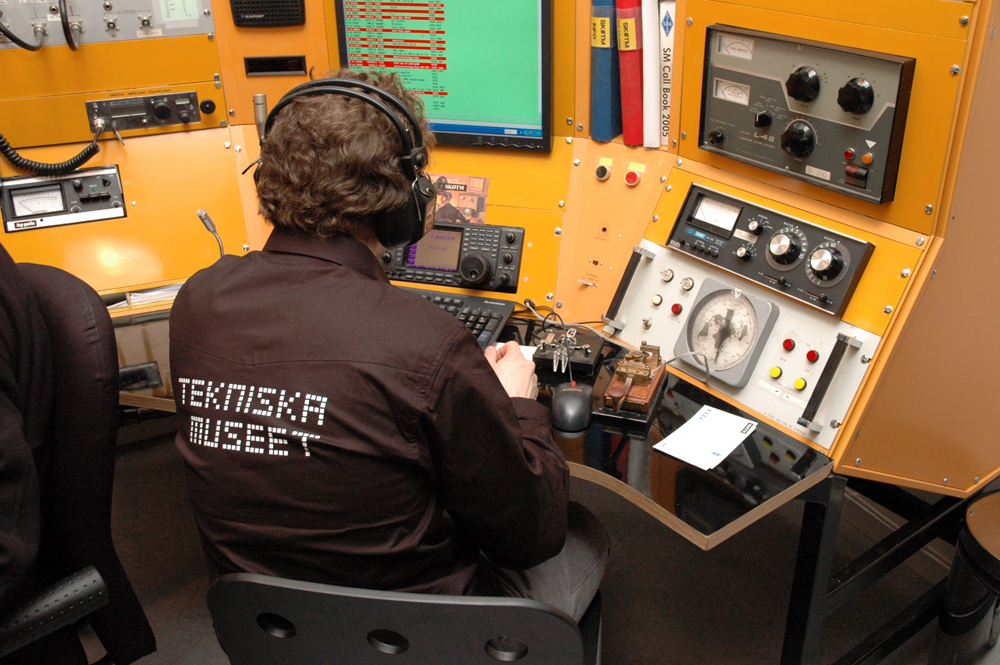
Estação de rádio amadora
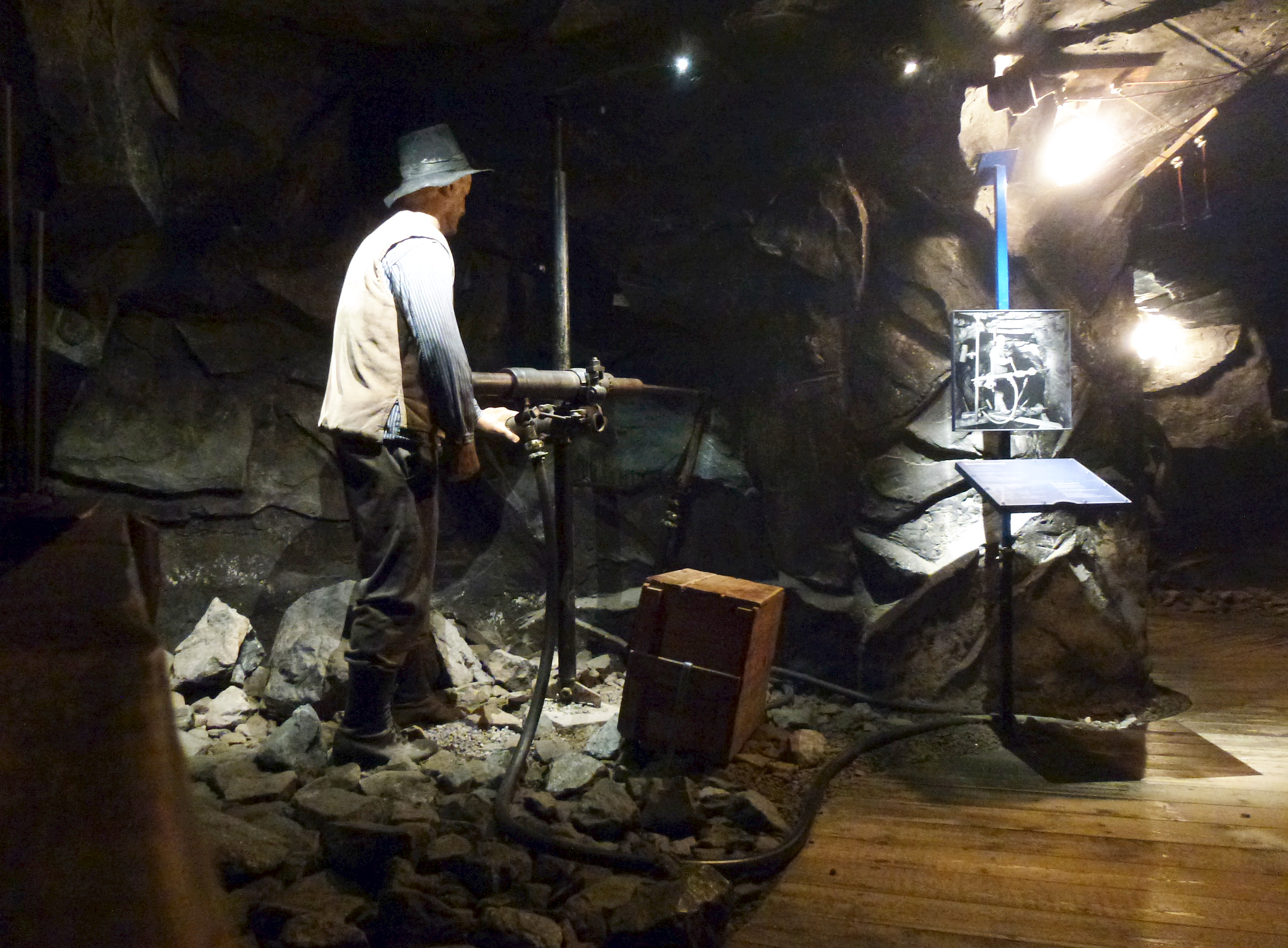
Interior de mina
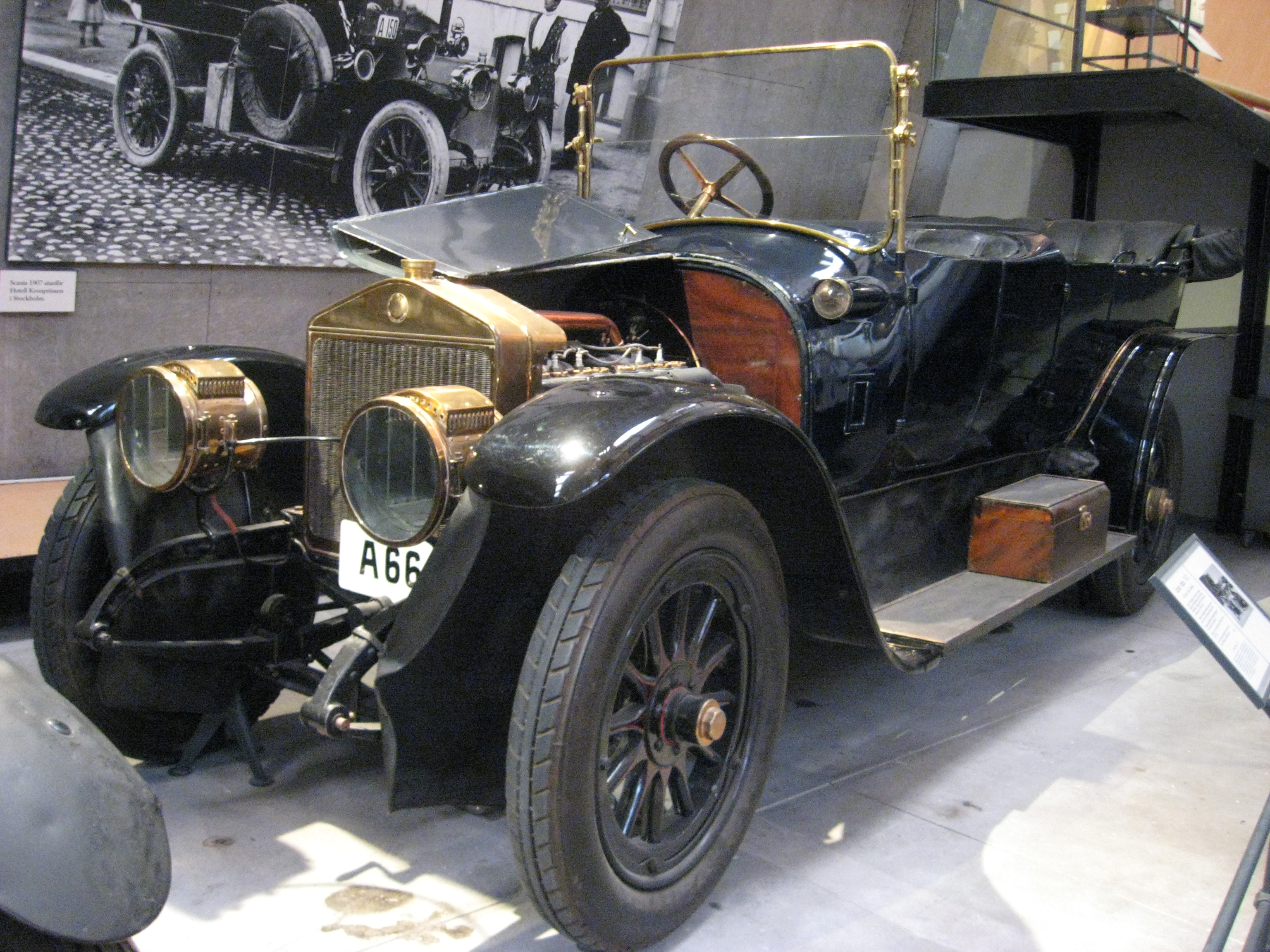
Automóvel da marca Scanai-Vabis de 1912
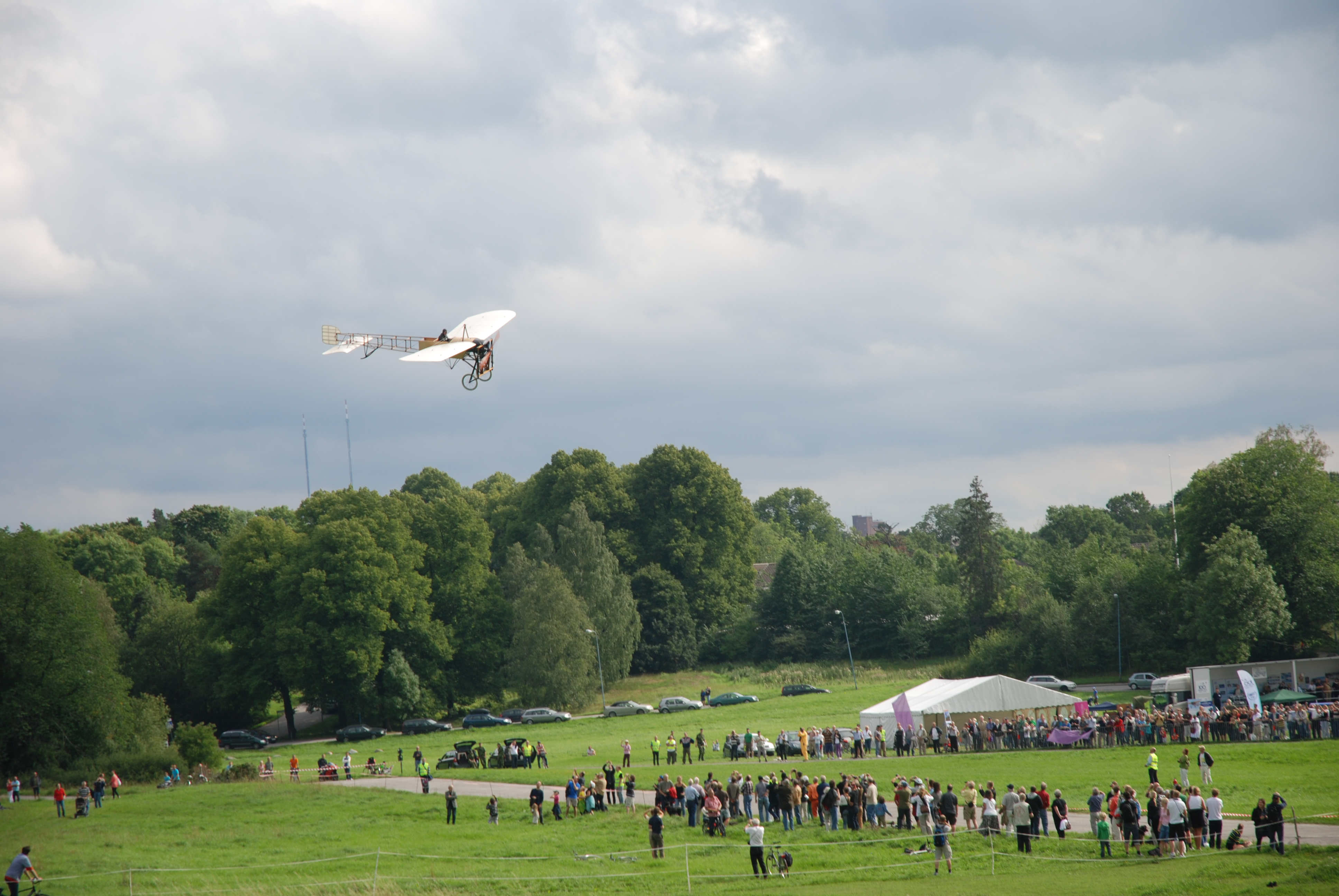
Avião Thulin Typ A
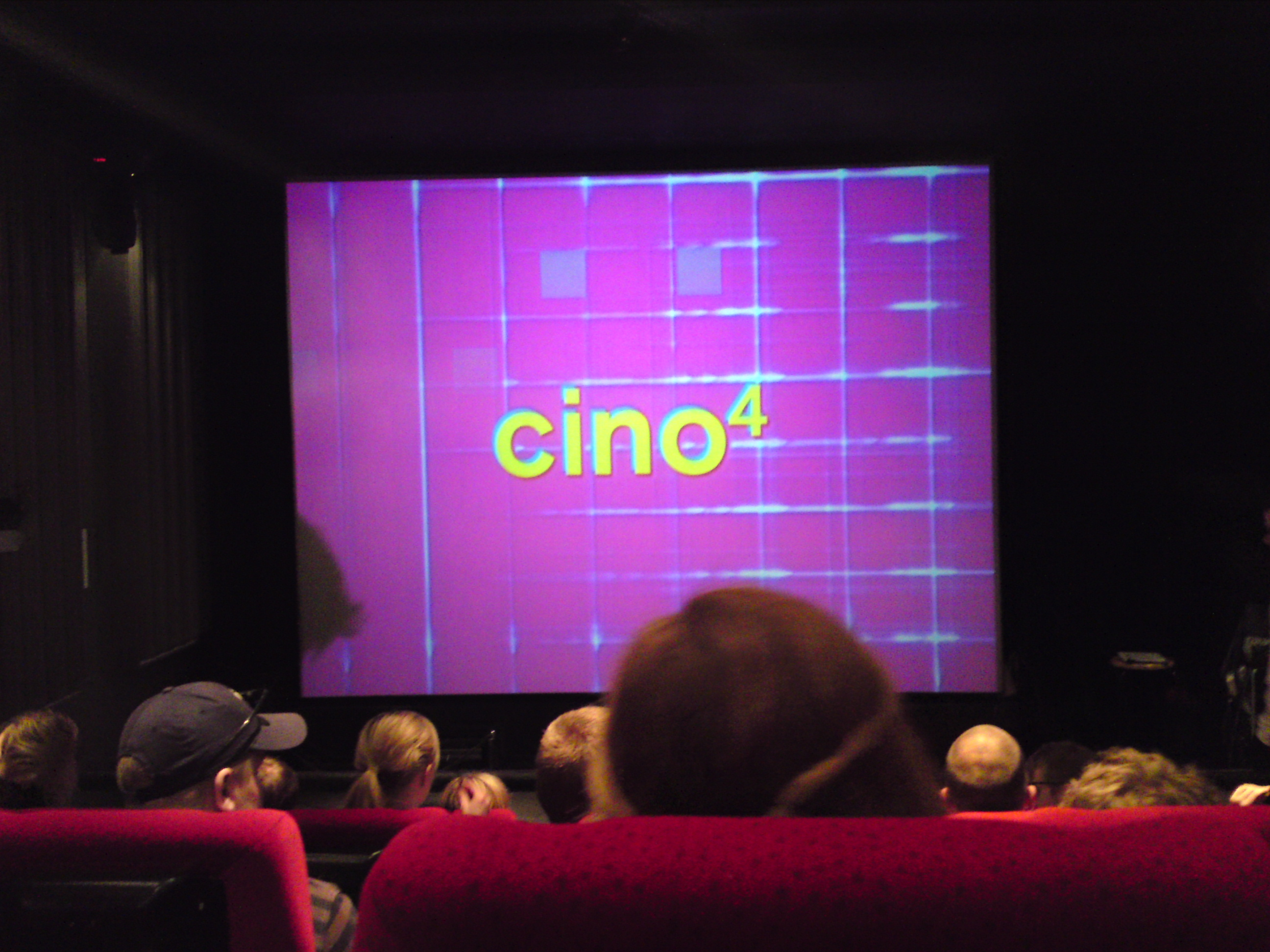
Cinema a 4 dimensões